# Станки плазменной резки
Станки плазменной резки — установки плазменной резки, которые предназначены для раскроя листовых металлов методом точечного высокотемпературного воздействия на поверхность листа. 

###### Устройство станков плазменной резки постоянного тока
Плазморежущие станки состоят из

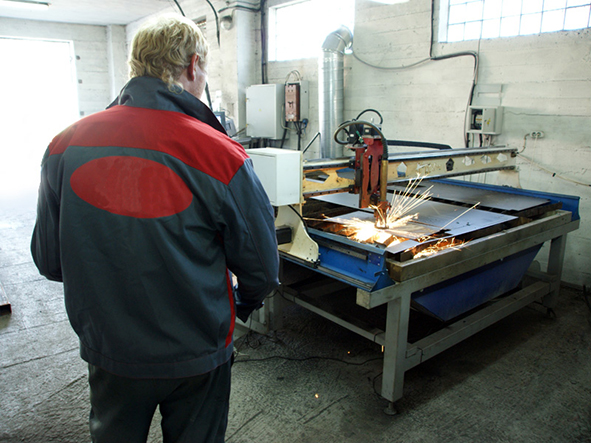
Плазморежущий станок

- источник питания в виде трёхфазного трансформатора работает от промышленной сети 380 Вт и на выходе выдаёт от 20000 до 30000 ампер;
- компрессор сжатого воздуха (нагнетает давление до 8 атмосфер) и ресивер с запасом объёма до 30 литров;
- стол имеет четыре регулирующие или неподвижные опоры;
- ловитель отходов сделан из листового металла и занимает всю площадь стола;
- вытяжная вентиляция, главная функция которой удалять дымовые и другие крупные загрязнения из рабочей зоны (Возможна комплектация станка различными типами раскройных столов – вытяжным, водоналивным, либо вытяжным – секционным.);
- рабочая решётка для размещения на ней заготовок металлических пластин;
- система ЧПУ — системный блок с экранизированными платами, монитор для просмотра и корректировки чертежей.